# Andrzej Tichý
Andrzej Tichý (* 19. prosince 1978, Praha) je švédský spisovatel a publicista česko-polského původu.
Debutoval v roce 2005. V češtině vyšel jeho román Mizérie (2019); do angličtiny byla jeho první kniha přeložena roku 2020.